# Augochloropsis
Augochloropsis is een geslacht van bijen uit de familie Halictidae. De wetenschappelijke naam is voor het eerst geldig gepubliceerd in 1897 door Theodore Dru Alison Cockerell; oorspronkelijk als ondergeslacht van Augochlora.
Het is een omvangrijk geslacht met minstens 140 beschreven soorten, en daarmee het grootste geslacht in de Augochlorini. Ze komen voor in Amerika, met de meeste soorten in Zuid-Amerika. Het zijn bijen met een kenmerkende blauw-groene metaalkleur. Er zijn zowel solitaire soorten als semisociale soorten en soorten, zoals Augochloropsis iris uit Brazilië, die in eusociale kolonies leven met koninginnen en werkers.

## Soorten
- A. acidalia (Smith, 1879)
- A. acis (Smith, 1879)
- A. aglaia (Holmberg, 1903)
- A. anesidora (Doering, 1875)
- A. angularis (Vachal, 1903)
- A. anisitsi (Schrottky, 1908)
- A. anonyma (Cockerell, 1922)
- A. anquisita (Cockerell, 1913)
- A. anticlea (Schrottky, 1908)
- A. apsidialis (Vachal, 1903)
- A. argentina (Friese, 1908)
- A. aspricordis (Vachal, 1904)
- A. atripyga Strand, 1910
- A. atropilosa (Friese, 1925)
- A. atropos (Smith, 1879)
- A. atropurpurea (Moure, 1940)
- A. aureocuprea (Friese, 1910)
- A. auriferina Michener, 1954
- A. aurifluens (Vachal, 1903)
- A. aurinota Strand, 1910
- A. auriventris (Friese, 1921)
- A. bari (Dominique, 1898)
- A. barticana (Cockerell, 1923)
- A. batesi (Cockerell, 1900)
- A. berenice (Smith, 1879)
- A. bertonii (Schrottky, 1909)
- A. brachycephala Moure, 1943
- A. brethesi (Vachal, 1903)
- A. bruchi (Schrottky, 1908)
- A. caerulans (Vachal, 1903)
- A. calypso (Smith, 1879)
- A. callichlorura (Cockerell, 1918)
- A. callichroa (Cockerell, 1900)
- A. catamarcensis (Schrottky, 1909)
- A. cataractae (Cockerell, 1930)
- A. celaeno Schrottky, 1906
- A. cirrhopus (Vachal, 1903)
- A. cleopatra (Schrottky, 1902)
- A. cockerelli Schrottky, 1909
- A. cognata Moure, 1944
- A. crassiceps Moure, 1947
- A. crassigena Moure, 1943
- A. cupreola (Cockerell, 1900)
- A. cupreotincta (Cockerell, 1900)
- A. cyanea (Schrottky, 1901)
- A. cyaneitarsis Strand, 1910
- A. cyanescens (Friese, 1917)
- A. cyclis (Vachal, 1903)
- A. cytherea (Smith, 1853)
- A. charapina (Cockerell, 1913)
- A. chloera (Moure, 1940)
- A. cholas (Vachal, 1903)
- A. danielis Strand, 1910
- A. deianira (Schrottky, 1910)
- A. dirhipis (Vachal, 1903)
- A. discors (Vachal, 1903)
- A. diversipennis (Lepeletier, 1841)
- A. drepanis (Vachal, 1903)
- A. electra (Smith, 1853)
- A. epipyrgitis (Holmberg, 1903)
- A. eucalypso (Cockerell, 1900)
- A. euterpe (Holmberg, 1886)
- A. evibrissata Moure, 1943
- A. fairchildi Michener, 1954
- A. flammea (Smith, 1861)
- A. gemmicauda (Cockerell, 1931)
- A. guaranitica Strand, 1910
- A. hebescens (Smith, 1879)
- A. heterochroa (Cockerell, 1900)
- A. holmbergi (Schrottky, 1910)
- A. horticola Strand, 1910
- A. huebneri (Alfken, 1930)
- A. hypsipyle (Schrottky, 1909)
- A. ignita (Smith, 1861)
- A. illustris (Vachal, 1903)
- A. imperialis (Vachal, 1903)
- A. iris (Schrottky, 1902)
- A. isabelae Engel, 2008
- A. janeirensis (Cockerell, 1900)
- A. johannae (Friese, 1917)
- A. juani Strand, 1910
- A. laeta (Smith, 1879)

- A. leontodes (Vachal, 1904)
- A. leurotricha Moure, 1943
- A. liopelte (Moure, 1940)
- A. luederwaldti (Moure, 1940)
- A. maroniana (Cockerell, 1918)
- A. melanochaeta Moure, 1950
- A. mesomelas (Vachal, 1904)
- A. metallica (Fabricius, 1793)
- A. monochroa (Cockerell, 1900)
- A. montensis (Vachal, 1903)
- A. moreirae (Cockerell, 1900)
- A. multiplex (Vachal, 1903)
- A. nasigerella Strand, 1910
- A. nasuta Moure, 1944
- A. nigra Moure, 1944
- A. nitidicollis (Vachal, 1903)
- A. nothus (Cockerell, 1914)
- A. notophops (Cockerell, 1913)
- A. notophos (Vachal, 1903)
- A. ornata (Smith, 1879)
- A. pallitarsis (Friese, 1917)
- A. pandrosos (Schrottky, 1909)
- A. paphia (Smith, 1853)
- A. patens (Vachal, 1903)
- A. pendens (Vachal, 1903)
- A. pentheres (Vachal, 1903)
- A. perimede (Schrottky, 1908)
- A. pomona (Holmberg, 1903)
- A. prognatha Moure, 1944
- A. pronoticalis Strand, 1910
- A. proserpina (Brèthes, 1909)
- A. quadrans (Vachal, 1903)
- A. quadripectinata Strand, 1910
- A. quinquepectinata Strand, 1910
- A. refulgens (Smith, 1861)
- A. rotalis (Vachal, 1903)
- A. rufisetis (Vachal, 1903)
- A. selloi (Vachal, 1911)
- A. semele (Schrottky, 1902)
- A. semilaeta (Cockerell, 1923)
- A. semiramis (Jörgensen, 1912)
- A. sexpectinata Strand, 1910
- A. smithiana (Cockerell, 1900)
- A. sparsalis (Vachal, 1903)
- A. spinolae (Cockerell, 1900)
- A. splendida (Smith, 1853)
- A. sthena Schrottky, 1906
- A. sumptuosa (Smith, 1853)
- A. sympleres (Vachal, 1903)
- A. taurifrons (Vachal, 1903)
- A. terrestris (Vachal, 1903)
- A. toralis (Vachal, 1904)
- A. trinitatis (Cockerell, 1925)
- A. tupacamaru (Holmberg, 1884)
- A. varians (Vachal, 1903)
- A. versicolor (Schrottky, 1908)
- A. vesta (Smith, 1853)
- A. villana Strand, 1910
- A. viridana (Smith, 1861)
- A. viridilustrans (Cockerell, 1927)
- A. vivax (Smith, 1879)
- A. wallacei (Cockerell, 1900)
- A. zikani Moure, 1944